# 289608 Wanli
289608 Wanli è un asteroide della fascia principale. Scoperto nel 2005, presenta un'orbita caratterizzata da un semiasse maggiore pari a 2,3717558 UA e da un'eccentricità di 0,0950302, inclinata di 4,50771° rispetto all'eclittica.